# 鏡味味千代
鏡味 味千代（かがみ みちよ、1976年4月6日 - ）は、落語芸術協会に所属する太神楽師。鏡味勇二郎門下。本名∶長谷川 麻帆。

## 芸歴
- 2007年4月 - 国立劇場第5期太神楽研修生となる。
- 2010年
  - 3月 - 研修を卒業。
  - 4月 - 鏡味勇二郎に入門、前座修行を行う。
- 2011年4月 - 修行修了。

## 経歴
山梨県山中湖村出身。敬和学園高等学校を経て、2000年3月に国際基督教大学教養学部社会科学科を卒業。2007年3月まで広報代理店に勤務。その後退職し、2007年4月に国立劇場第5期太神楽研修生となる。研修時代には太神楽の技能だけではなく、獅子舞に必要な鳴り物（笛、太鼓）、三味線、また日本舞踊なども稽古をした。得意だったのは笛で、今でも寄席で出囃子の笛などを吹いている。
2010年3月研修を卒業。同年4月、ボンボンブラザースの鏡味勇二郎に30歳で弟子入り。その後1年間、噺家の前座に混ざり、落語芸術協会にて前座修行を行う。365日休みなく勤め、お茶くみ、座布団返し、師匠方への着付け等、行儀見習い一般を経験した。2011年4月、浅草演芸ホールにて寄席デビュー。現在は、その語学力を生かし、英語で太神楽を上演したり、年に一度のペースで海外公演に参加したりと、太神楽の可能性を探っている。
2014年に結婚。2015年5月に長男を出産している。2018年演芸男装ユニット「輝美男五（きびだんご）」に参加。ユニット内での呼び名は「未知瑠」。

## 人物
- 趣味は川遊び[1]、柔道は高校から始めて初段の持ち主[1][5]。2024年にヒロイン役で出演した「カデンツァ新喜劇」（浅草演芸ホール）では、舞台上で三遊亭遊子を投げ飛ばす演出があった。
- 実家は山中湖のペンション「コットンテール」[6]。2020年、フジテレビのドラマ「ペンション・恋は桃色」の撮影に使われた。
- 出身は山梨県であるが、新潟の高校に進学、寮生活を過ごした。高校在学中にAFSでフランスに留学経験がある[5]。
- 国立劇場の太神楽の研修生の応募を志した時は29歳で、応募は23歳までの年齢制限があったが、国立劇場を運営する日本文化芸術振興会の当時の理事長の津田和明に手紙を出して面接にこぎつけた[5][7]。

## 出演
- 『笑点特大号』若手大喜利（BS日テレ）
- 『1億人の大質問!?笑ってコラえて! 新春京都スペシャル』世を忍ぶ仮の姿の旅（2022年1月3日、日本テレビ）
- 『ニッポンぶらり鉄道旅』京成本線 キラリ個性派（2022年4月21日、NHK BSプレミアム）
- 『ドキュメント72時間  浅草・演芸場 人生は笑いとともに』（2022年7月15日、NHK総合）